# Kijimuna
Kijimuna é um youkai japonês.